# Goniopora pendulus
Goniopora pendulus är en korallart som beskrevs av Veron 1985. Goniopora pendulus ingår i släktet Goniopora och familjen Poritidae. IUCN kategoriserar arten globalt som livskraftig. Inga underarter finns listade i Catalogue of Life.